# Cara sposa
Cara sposa è un film italiano del 1977 diretto da Pasquale Festa Campanile.

## Trama
Milano. Alfredo esce dal carcere dopo aver scontato una pena per maltrattamenti inflitti alla moglie Adelina. All'uscita, si trova davanti proprio la moglie, che gli comunica chiaramente che non intende più vivere con lui. La donna, infatti, si è rifatta una vita con un certo Giovannino, un tassista che compensa la mancanza di affettuosità con un forte senso delle necessità familiari. Alfredo, anche approfittando del fatto che Adelina e Giovannino non possono sposarsi prima della concessione del divorzio, avvicina il figlio Pasqualino e lo affascina con regali ed esibizioni di fantasia, sino al punto di fargli trascorrere una giornata nei dintorni di Tunisi. Adelina resiste a lungo, e a volte reagisce persino con violenza alla corte del legittimo marito. Un giorno però Alfredo va a scuola a prendere Pasqualino ma viene scambiato da alcuni passanti per un rapitore: raggiunto e malmenato, viene salvato in extremis da peggiori conseguenze proprio da Adelina: forse il segnale di un ravvicinamento dei due.

## Produzione
Il film è stato ambientato nella città di Milano, a parte la gita nei dintorni di Tunisi di padre e figlio e quella a Torre d'Oglio in provincia di Mantova, nei pressi del ponte di barche. Si notano via Melchiorre Gioia, dove lavora la moglie, all'angolo con via G.B. Pirelli, proprio di fronte alla Torre Servizi Tecnici Comunali. L'abitazione del marito è a Porta Ticinese sul Naviglio Grande.
Il palazzo con sede Alitalia, dove Adelina sale sul taxi, è alla fermata Garibaldi della Metro M2 in via Luigi Sturzo. Il negozio di giocattoli "Silvestrini", nel quale il protagonista ruba la macchinina telecomandata, era realmente esistente e si trovava all'angolo tra via Niccolò Copernico e viale Lunigiana.